# Elżbieta Biesiekierska
Elżbieta Biesiekierska, coniugata Szczygieł (Olsztyn, 4 ottobre 1950 – Cracovia, 31 gennaio 2013), è stata una cestista polacca.

## Carriera
Con la Polonia ha disputato quattro edizioni dei Campionati europei (1972, 1974, 1976, 1978) .